# Mädchen (magazine)
Mädchen (Fille en français) est un magazine de presse féminine adolescente des pays germanophones.

## Histoire
À sa création en 1976, le magazine paraît tous les deux semaines puis quatre à partir de 2014. En 2009, il passe du groupe Axel Springer à Vision Media Gmbh.

## Contenu
La cible est des filles de 11 à 17 ans. Les sujets vont de la mode et des cosmétiques, en passant par les histoires de la vie réelle, aux nouvelles sur les célébrités, la musique et les tendances actuelles. Un point important est le conseil personnel dans les domaines de l'amour, le sexe et la puberté.
Le magazine s'accompagne d'un site Internet avec une communauté en ligne, des conseils ainsi que des nouvelles au quotidien. La communauté en ligne est la même que les magazines sœurs Yam et Starflash.

## Diffusion
Au cours du quatrième trimestre de 2012, la diffusion moyenne est de 117 133 exemplaires selon IVW. Ce sont 5 949 exemplaires par numéro en moins que dans le même trimestre l'an dernier (-4,83%). Le nombre d'abonnés diminue de 359 abonnés en un an à une moyenne de 10 701 par numéro (-3,25%) ; ce qui représente environ 9,14% de lecteurs abonnés.

## Source de la traduction
- (de) Cet article est partiellement ou en totalité issu de l’article de Wikipédia en allemand intitulé « Mädchen (Zeitschrift) » (voir la liste des auteurs).